# Раундерз
Ра́ундерз (англ. rounders) — народна гра з м'ячем і битою, що існує з XVI століття. У той час гра була дуже популярною розвагою. Досі в неї грають діти в Ірландії. В XIX столітті гра була завезена до США, де вона стала називатися townball, «таунбол» («міський м'яч»).
Гра за своїм змістом нагадує українську гилку (у Росії відому як лапта) та американський бейсбол.